# Chileense presidentsverkiezingen 1970
De Chileense presidentsverkiezingen van 1970 vonden op 4 september van dat jaar plaats. De verkiezingen werden gewonnen door de socialist Salvador Allende Gossens.

## Aanloop naar de verkiezingen

### Links

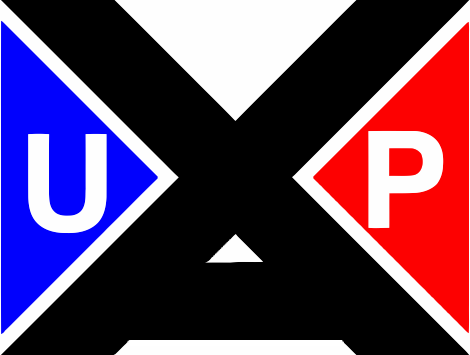
Het embleem van de Unidad Popular

In aanloop naar de presidentsverkiezingen vormden de linkse partijen op 9 oktober 1969 de Unidad Popular (Volksfront) van progressieve partijen. Belangrijkste componenten waren de Partido Socialista (Socialistische Partij) en de Partido Comunista (Communistische Partij). De socialist Salvador Allende werd naar voren geschoven als de presidentskandidaat. De Unidad Popular was de opvolger van het Frente de Acción Popular waarvoor Allende in 1958 en 1964 tevergeefs een gooi naar het presidentschap deed.

### Rechts

Het embleem van de campagne van Alessandri

De rechtse politieke partijen, waarvan de Partido Nacional (Nationale Partij) en Democracia Radical (Radicale Democratie) de belangrijkste waren, overtuigden oud-president Jorge Alessandri ervan zich opnieuw te kandideren voor het presidentschap. Alessandri was weliswaar conservatief, maar hield er geen extremistische ideeën op na en werd daarom door de rechtse partijen gezien als het redelijke alternatief voor de linkse Allende.

### Centrum

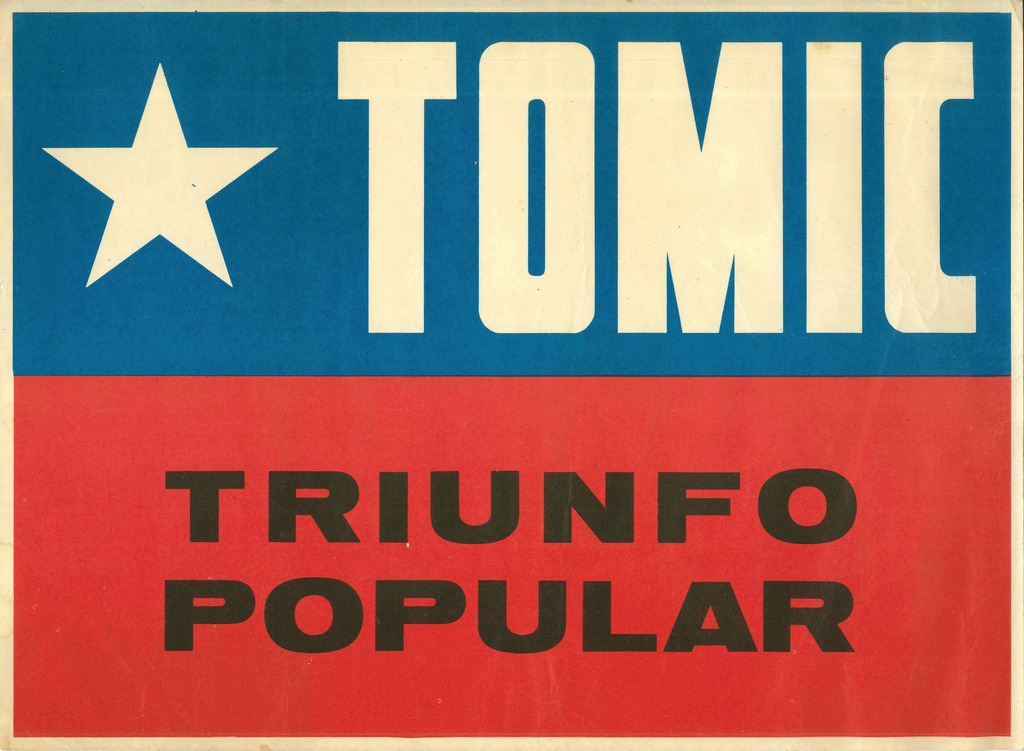
Het embleem van het campagne van Tomic

Het politieke midden dat de afgelopen jaar in de persoon van Eduardo Frei Montalva de president had geleverd, hoopte opnieuw het presidentschap in de wacht te kunnen slepen met de kandidaat van Partido Demócrata Cristiano (Christendemocratische Partij), Radomiro Tomic. Tomic gold als een van de leiders van de linkervleugel van de PDC en ontvouwde een ambitieus hervormingsprogramma dat een alternatief moest bieden voor het marxistische programma van de Unidad Popular.

### Campagne: rol van de CIA en de KGB
Zowel de Central Intelligence Agency (CIA) als de KGB, respectievelijk de inlichtingendiensten van de Verenigde Staten van Amerika en de Sovjet-Unie, waren betrokken bij het beïnvloeden van de uitkomst van de verkiezingen. De CIA financierde deels de campagne van Alessandri, terwijl de KGB betrokken was bij het financieren van de campagne van Allende. Er was bij beide mogendheden veel aangelegen om hun voorkeurskandidaat in het Palacio de La Moneda (presidentieel paleis) te krijgen. Met Alessandri als president bleef de Amerikaanse invloed in Chili voortbestaan, met Allende als president kreeg de Sovjet-Unie voet aan wal in een Latijns-Amerikaans land.
Alessandri had als bijkomend voordeel dat hij gefinancierd werd door de Chileense zakenwereld.

## Uitslag
De verkiezingen van 4 september 1970 verliepen ordelijk en vreedzaam. Aan het einde van de dag werd duidelijk dat Allende de verkiezingen had gewonnen hetgeen leidde tot de nodige feestvreugde onder diens aanhangers. Later hield Allende in het centrum van Santiago een toespraak waarin hij de overwinning opeiste. Allende had evenwel geen meerderheid, waardoor er een stemming in het parlement zou volgen. Bij de stemming op 24 oktober werd Allende door het Nationaal Congres van Chili aangewezen als de nieuwe president. Doorslaggevend waren de christendemocraten van Tomic die Allende boven Alessandri verkozen.

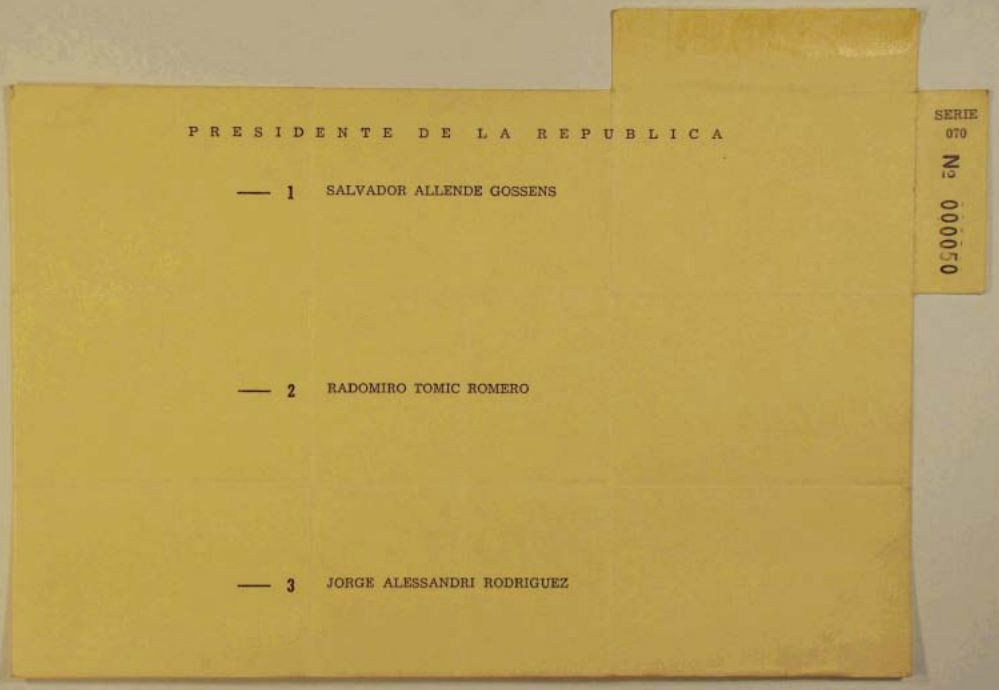
Het stembiljet dat in 1970 werd gebruikt

| Kandidaat               | Kandidaat               | Kandidaat                  | Partij                  | Partij                  | Coalitie                | Stemmen   | Percentage           |
| ----------------------- | ----------------------- | -------------------------- | ----------------------- | ----------------------- | ----------------------- | --------- | -------------------- |
|                         |                         | Salvador Allende Gossens   |                         | PS                      | Unidad Popular          | 1.075.616 | 36,61%               |
|                         |                         | Jorge Alessandri Rodríguez |                         | Onafh.                  | PN-DR                   | 1.036.278 | 35,27%               |
|                         |                         | Radomiro Tomic Romero      |                         | PDC                     | PDC-PADENA              | 824.849   | 28,08%               |
| Totaal geldige stemmen  | Totaal geldige stemmen  | Totaal geldige stemmen     | Totaal geldige stemmen  | Totaal geldige stemmen  | Totaal geldige stemmen  | 2.936.743 | 99,12%               |
| Ongeldige stemmen       | Ongeldige stemmen       | Ongeldige stemmen          | Ongeldige stemmen       | Ongeldige stemmen       | Ongeldige stemmen       | 26.005    | 00,88%               |
| Blanco stemmen          | Blanco stemmen          | Blanco stemmen             | Blanco stemmen          | Blanco stemmen          | Blanco stemmen          | 7071      | 00,28%               |
| Totaal                  | Totaal                  | Totaal                     | Totaal                  | Totaal                  | Totaal                  | 2.962.748 | 100%                 |
| Aantal stemgerechtigden | Aantal stemgerechtigden | Aantal stemgerechtigden    | Aantal stemgerechtigden | Aantal stemgerechtigden | Aantal stemgerechtigden | 3.539.747 | Onthoudingen: 16,30% |
| Bron:                   |                         |                            |                         |                         |                         |           |                      |

### UitslagNationaal Congres
| Kandidaat                   | Kandidaat                   | Kandidaat                   | Partij                      | Partij                      | Coalitie                    | Stemmen | Percentage           |
| --------------------------- | --------------------------- | --------------------------- | --------------------------- | --------------------------- | --------------------------- | ------- | -------------------- |
|                             |                             | Salvador Allende Gossens    |                             | PS                          | Unidad Popular              | 153     | 81,38%               |
|                             |                             | Jorge Alessandri Rodríguez  |                             | Onafh.                      | PN-DR                       | 35      | 18,62%               |
| Totaal geldige stemmen      | Totaal geldige stemmen      | Totaal geldige stemmen      | Totaal geldige stemmen      | Totaal geldige stemmen      | Totaal geldige stemmen      | 188     | 96,41%               |
| Blanco stemmen              | Blanco stemmen              | Blanco stemmen              | Blanco stemmen              | Blanco stemmen              | Blanco stemmen              | 7       | 03,59%               |
| Totaal                      | Totaal                      | Totaal                      | Totaal                      | Totaal                      | Totaal                      | 195     | 100%                 |
| Niet aanwezige Congresleden | Niet aanwezige Congresleden | Niet aanwezige Congresleden | Niet aanwezige Congresleden | Niet aanwezige Congresleden | Niet aanwezige Congresleden | 5       | Onthoudingen: 02,50% |
| Bron:                       |                             |                             |                             |                             |                             |         |                      |